# Blekingeleden

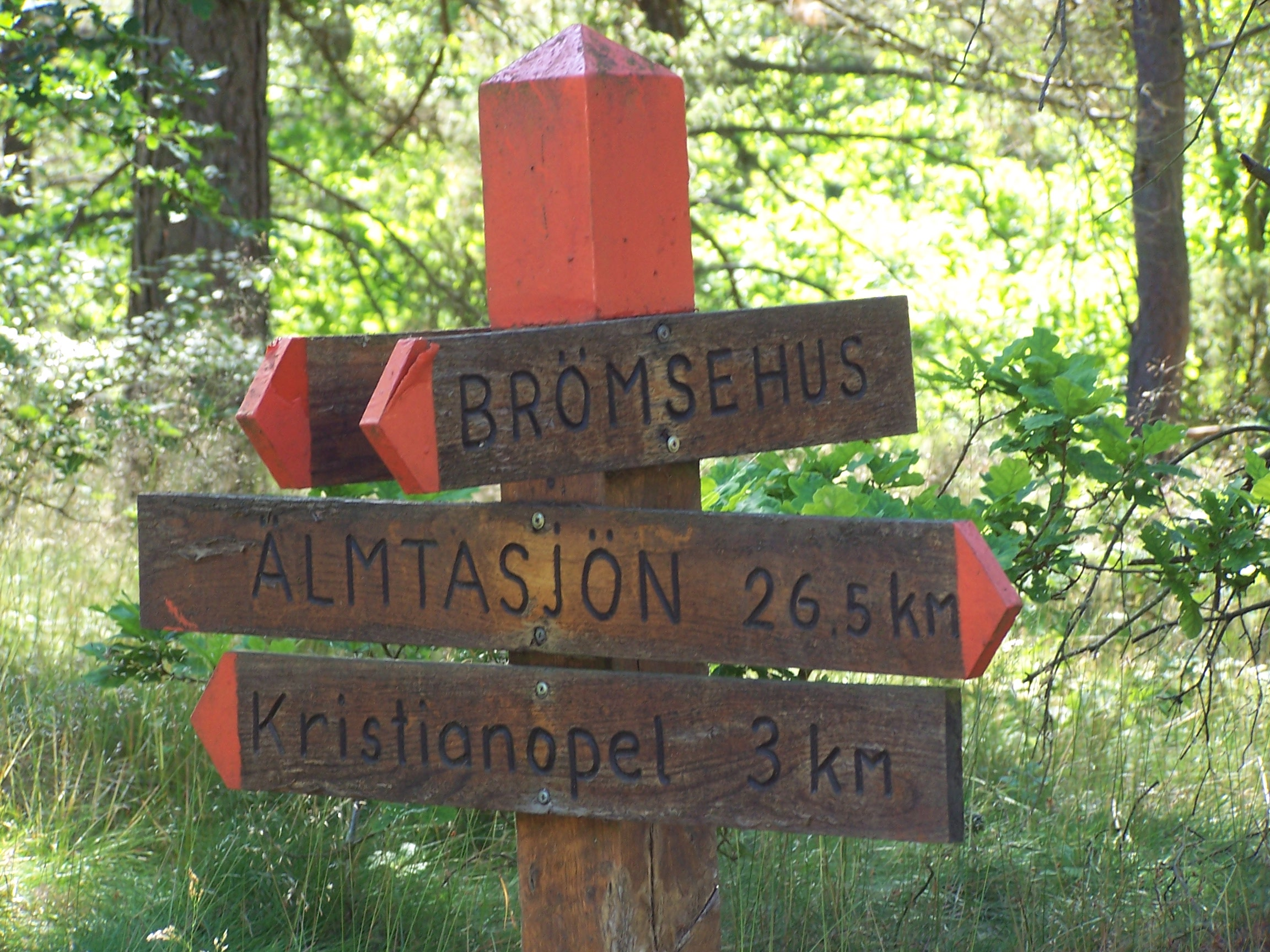

De Blekingeleden is een langeafstandswandelpad in Blekinge län in Zweden. Het bewegwijzerde pad is ongeveer 240 kilometer lang en loopt van Sölvesborg tot Kristianopel. De wandelroute loopt door bossen, natuurreservaten en langs de Mörrumsån-rivier. De route is ingedeeld in vijftien etappes.